# Sulyom
A sulyom (Trapa natans) a mirtuszvirágúak (Myrtales) rendjébe és a füzényfélék (Lythraceae) családjába tartozó vízinövényfaj. Mivel más hasonló növény Magyarországon nincs, nem lehet összetéveszteni más fajjal. A sulyom holtágak növénye. Amikor beérik, termése a víz aljára süllyed vagy a víz messzire elviszi. Mivel védett növény, nem gyűjthető.

## Előfordulása
A sulyom Európa legnagyobb részén, valamint Ázsia teljes hosszának a középső térségeiben őshonos. Ázsiában egészen az arktiszi szigetekig hatol fel, valamint Délkelet-Ázsiáig nyúlik le. Svédországból kihalt. Algéria és Tunézia területein is őshonos növényfaj.

## Változatai
- Trapa natans var. bispinosa (Roxb.) Makino
- Trapa natans var. pumila Nakano ex Verdc.

## Megjelenése
Lágyszárú, 0,5-2 méter hosszú, egyéves vízinövény. Kezdetben az iszapban gyökerezik, majd levélrózsájának kifejlődése után úszó hínárrá válik. Vízfelszíni levelei (30-50 db) rombusz alakúak, 1-4,5 cm hosszúak és ugyanilyen szélesek, elöl durván fogasak, 7-17 cm hosszú levélnyelük hólyagszerűen felfújt. Alámerült, víz alatti levelei fésűsen szeldeltek, gyökérszerűek. A szárközök hossza 5-10 cm. Fehér, 4 tagú virágai a levelek hónaljában magánosak, a szirmok mintegy 8 mm hosszúak. Július-augusztusban virágzik. Szürkésfekete termése 2-4 cm hosszú, 2-4 szarvú, a csúcsán koronát visel. Belelépve igen fájdalmas találkozás a vízparti fövenyben megbújva. Csapdafegyvert is neveztek el róla. Latin neve is erre utal. A keményítőben gazdag termése miatt, a sulyom bizonyos időszakokban, pl. török háborúk és hódoltság idején mint ínségeledel is ismert volt az Alföldön és gyűjtötték. A sulyom továbbá az ázsiai konyha egyik jellegzetes eleme is, olykor (helytelen megnevezéssel) vízigesztenye néven találkozhatunk vele pl. wok-zöldség keverékekben. Nevezték íze után még vízidiónak és vad mandulának is. Termését nyersen, sütve, főzve, lisztként lepénybe-kásába téve fogyasztották. Mielőtt védetté nyilvánították, a Tisza-menti éttermekben finom szószával készült fogásokat lehetett enni.
A Tisza-tó környékén manufaktúrában pálinkát főztek belőle, de elterjedt volt a sulyom krémmel töltött praliné is. 

## Életmódja
Inkább mészkedvelő faj, tavak, holtágak hínártársulásainak tagja.

## Képek

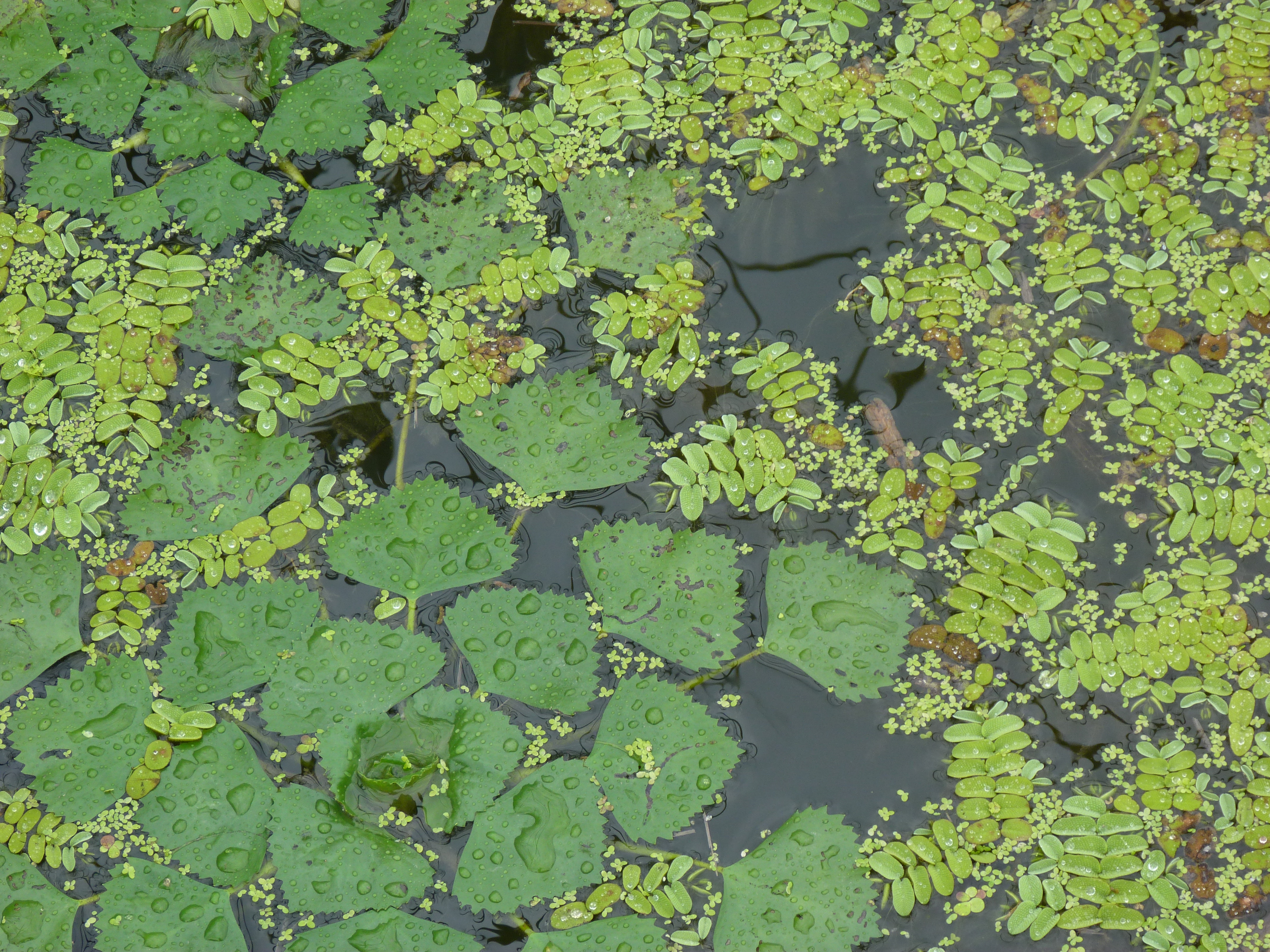
Sulyom a Tisza tavon
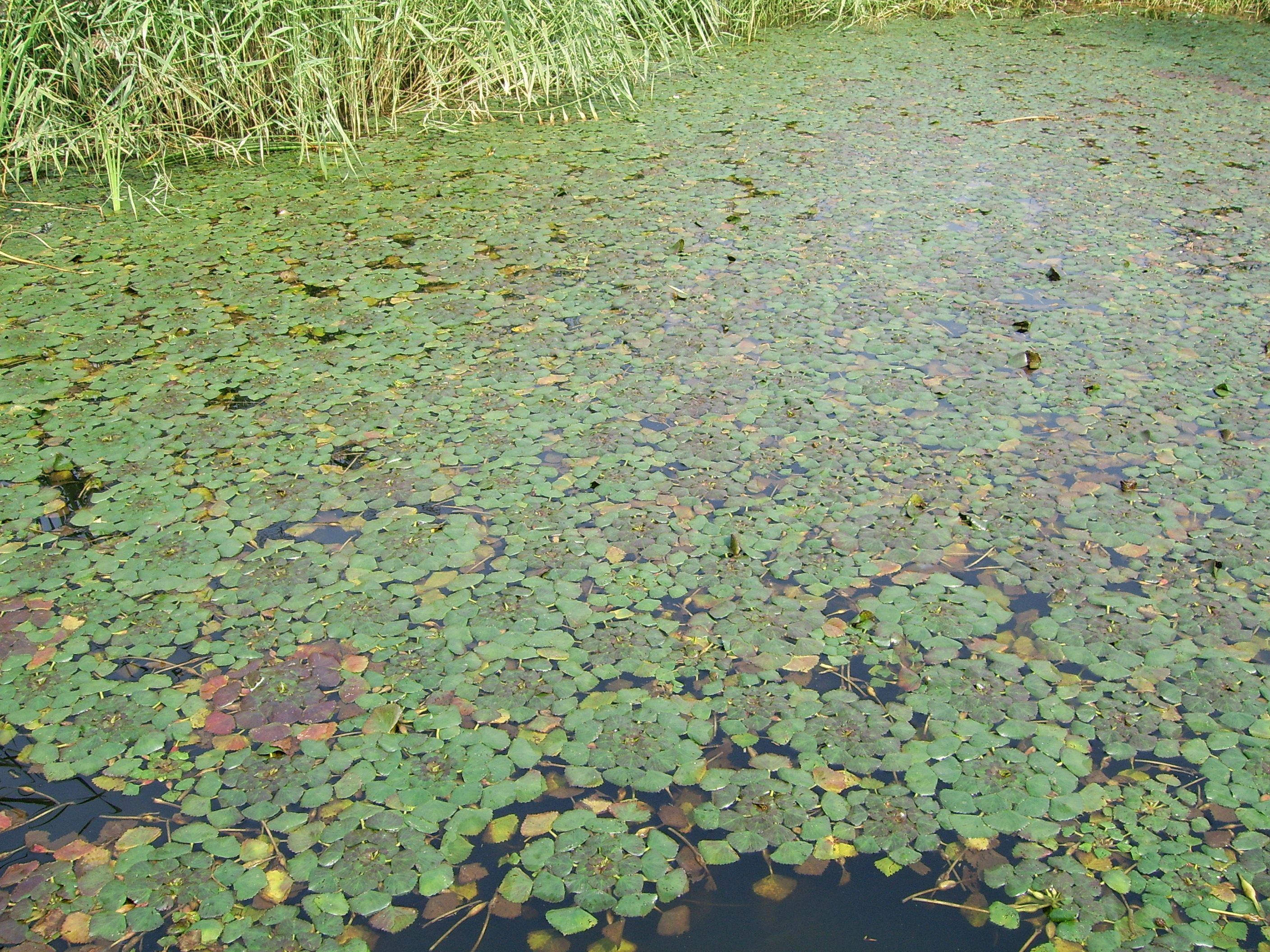
Sulyom kínai hínártársulásban
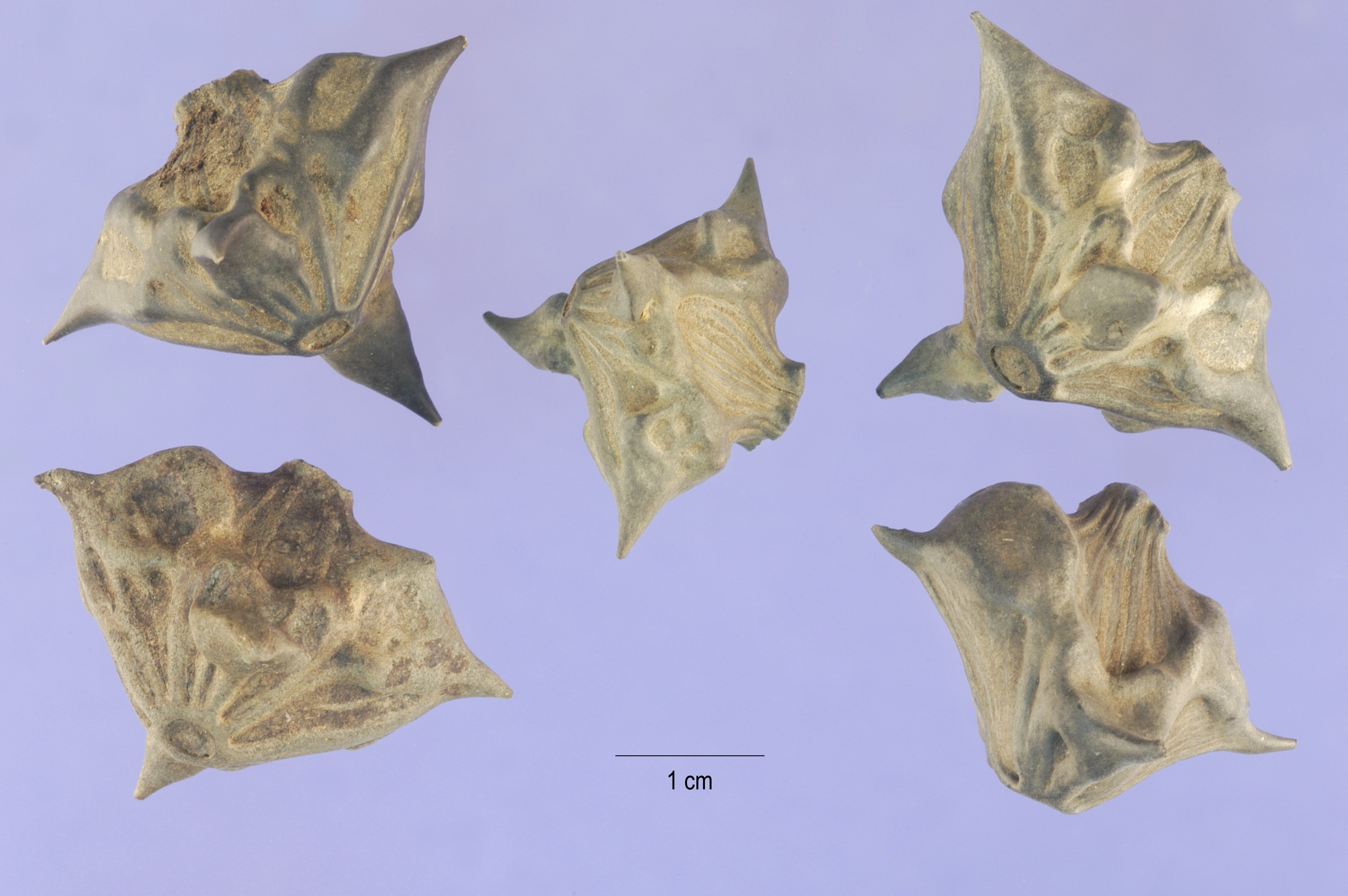
Termése
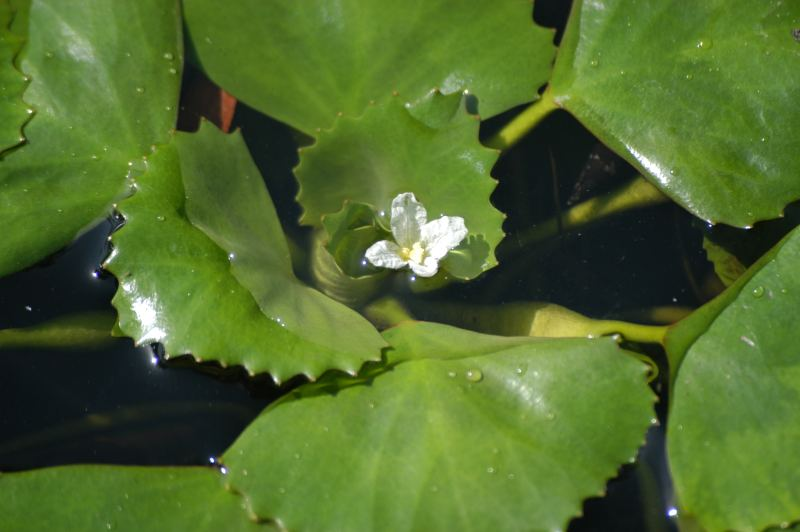
Virága
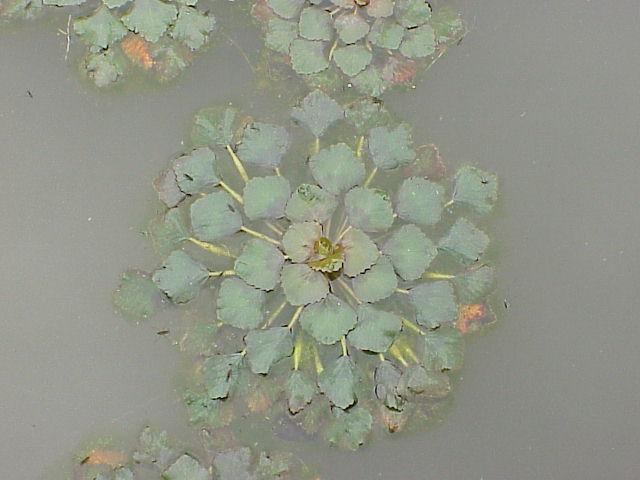
Úszó levélrózsája
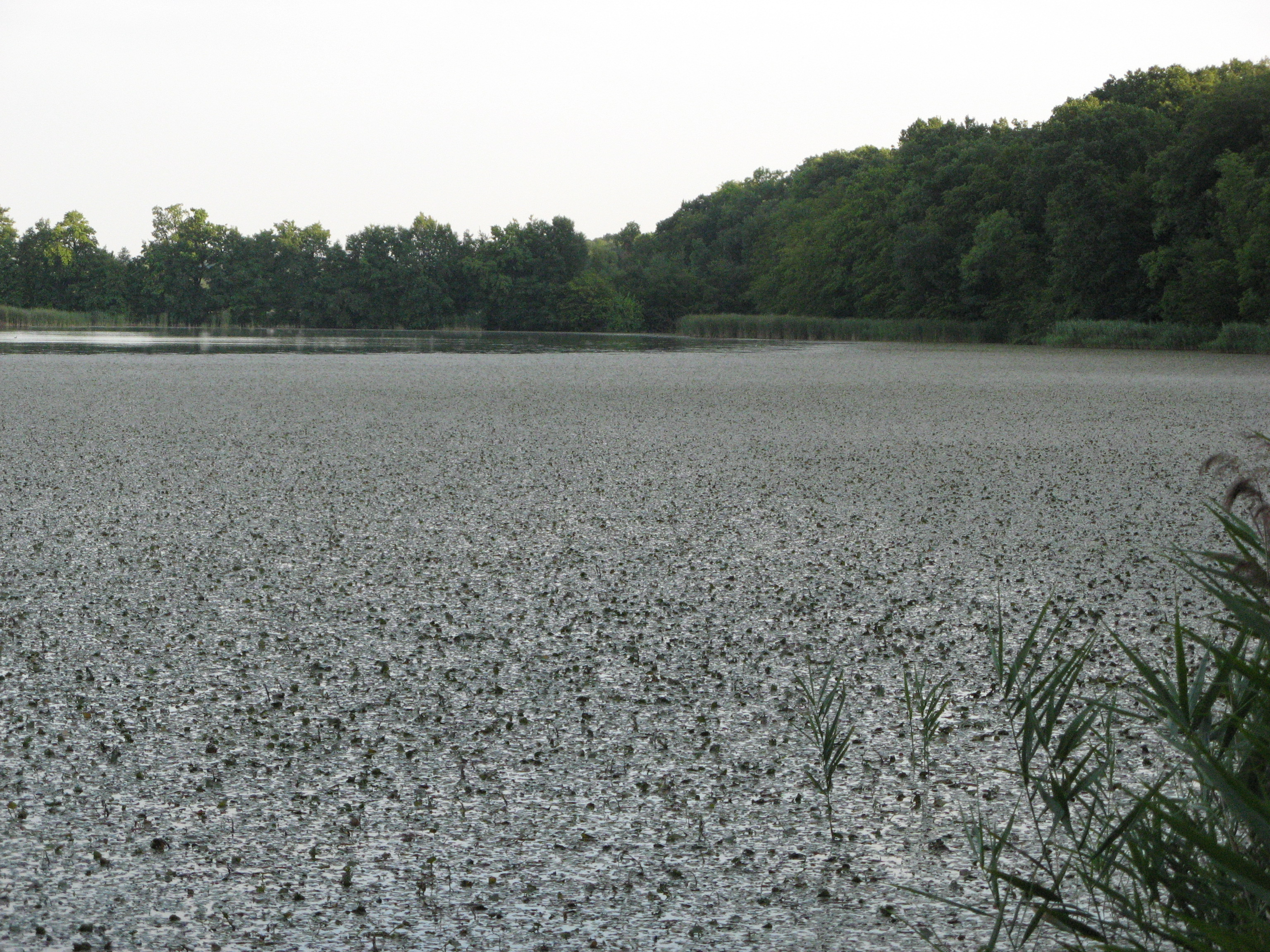
Sulyommező Lengyelországban
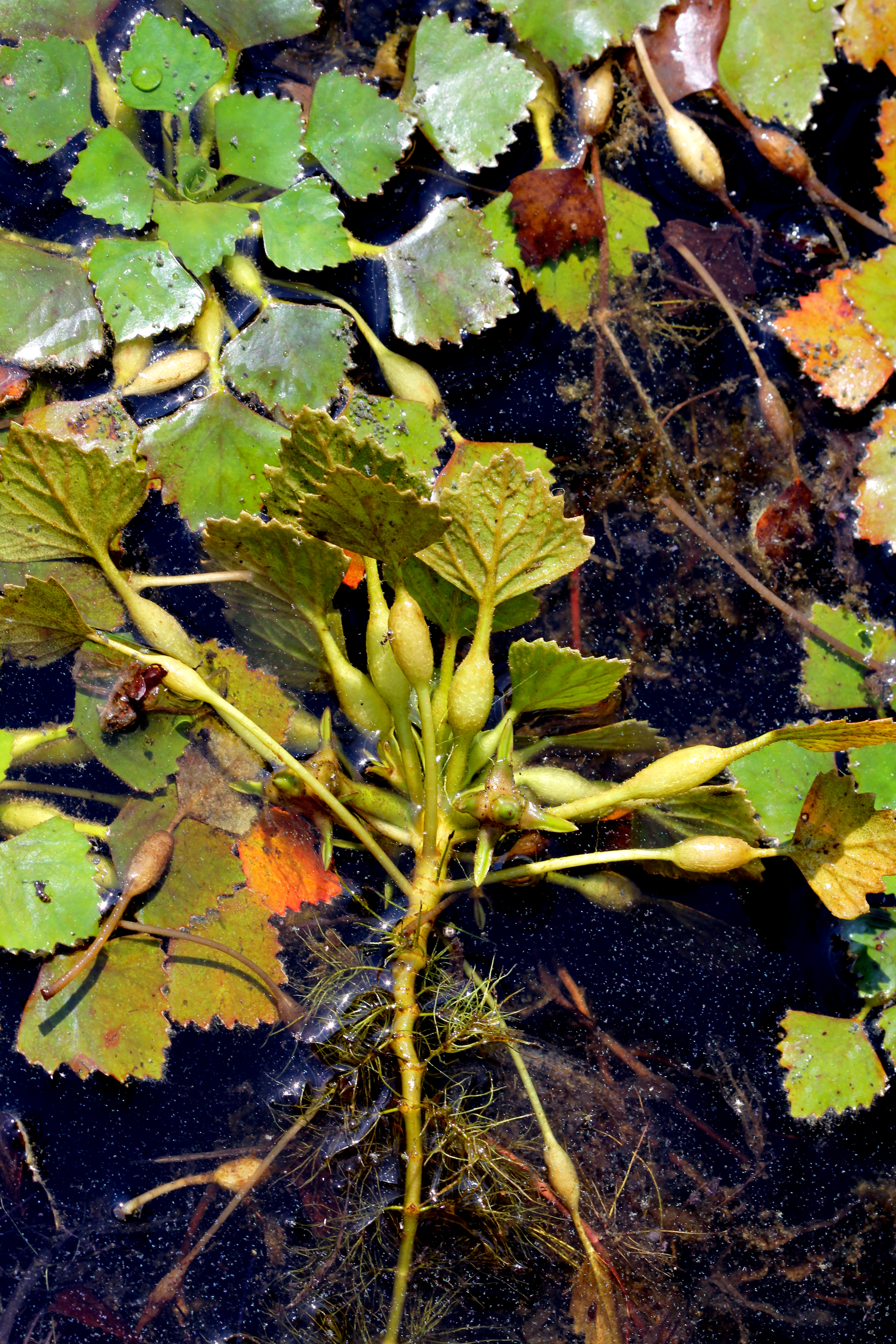
A prágai Károly Egyetem botanikus kertjében